# Любен Босилков – Ройс
Любен Босилков – Ройс е български драматург и издател.

## Биография и творчество
Любен Босилков e роден на 13 септември 1956 г. в Белене.
Завършва Българска филология във Великотърновския университет „Св.Св. Кирил и Методий“ и Журналистика – печат в Софийския университет „Св. Климент Охридски“.
Собственик е на „Босилкоф Пъблишърс“.
През 2012 г. с „Една седмица страсти“ печели конкурс на Форума на античната и доренесансова драматургия в Стара Загора.

## Произведения

### Пиеси
- Вълшебният остров
- Перпетуум-мобиле
- Пазачът на зоната
- Една седмица страсти
- Странник
- Голямото пътуване
- Музикантът
- Прозорецът на Яворов

### Романи и пиеси
- Покаяние (2004) – театрален дневник
- Пиеси (2009)
- Нощ и ден (2020)
- Три камерни пиеси (2020)

### Филмография
- „Втората реалност“ – художествено-документален филм